# Scenopinus albifasciatum
Scenopinus albifasciatum är en tvåvingeart som först beskrevs av Hardy 1944.  Scenopinus albifasciatum ingår i släktet Scenopinus och familjen fönsterflugor. Inga underarter finns listade i Catalogue of Life.